# Curimopsis nigrita
Curimopsis nigrita là một loài bọ cánh cứng trong họ Byrrhidae. Loài này được Palm miêu tả khoa học năm 1934.